# Fabio Della Giovanna
Fabio Della Giovanna (Vizzolo Predabissi, 21 maart 1997) is een Italiaans voetballer die bij voorkeur als centrale verdediger speelt. Tijdens het seizoen 2016/17 wordt Della Giovanna verhuurd door Internazionale aan Ternana Calcio.

## Clubcarrière
Della Giovanna is afkomstig uit de jeugdacademie van Internazionale. Op 14 mei 2016 debuteerde hij in de Serie A tegen US Sassuolo. De verdediger viel na 81 minuten in voor Rodrigo Palacio. Inter verloor de uitwedstrijd met 3–1. Tijdens het seizoen 2016/17 wordt Della Giovanna verhuurd aan Serie B-club Ternana Calcio.

## Interlandcarrière
Della Giovanna kwam reeds uit voor diverse Italiaanse nationale jeugdteams. In 2015 debuteerde hij in Italië –19.